# Herminie Prod'homme
Pour les articles homonymes, voir Prod'homme.
Herminie Prod'homme (née le 11 avril 1887 à Servon-sur-Vilaine et morte le 24 février 1945 à Ravensbrück) est une commerçante, résistante française durant la Seconde Guerre mondiale, qui a joué un rôle clé dans les réseaux Overcloud et Oscar-Buckmaster. Arrêtée à Rennes, elle est déportée à Ravensbrück où elle meurt deux mois avant la libération du camp.

## Biographie
Herminie Joséphine Eugénie Prod'homme est née le 11 avril 1887, à Servon-sur-Vilaine. Elle est la fille de Jules Prod'homme (1859-1939), minotier à Carfantin et Eugénie Brohan qui ont trois autres enfants. Elle vit à Servon-sur-Vilaine jusqu’à l’âge de 3 ou 4 ans avec ses parents, chez ses grands-parents, Jules et Herminie Marcillé.
Herminie Prod’homme fait ses études au pensionnat de l’Institution Religieuse de La Sagesse.
Le 8 janvier 1907, elle épouse, à Rennes, Ludovic Hirbec (1880-1942), lui aussi minotier à Carfantin. Le couple a trois enfants, Ludovic, Pierre et Herminie. Après son divorce en 1917, elle reste seule avec deux enfants à charge (le troisième étant décédé) et reprend son nom de jeune fille. Elle ouvre une bonneterie, rue Nationale à Rennes et achète un appartement au 1, boulevard Magenta.

### La Résistance
Hermine Prod'homme s’engage dans la lutte contre l'occupant au début de l'année 1941, sous le pseudonyme « Herminie ». Elle a alors 54 ans et est déjà cinq fois grand-mère. Elle participe à la création d’une organisation dans le but de récupérer des armes et des munitions abandonnées pendant la débâcle, diffuser de la propagande gaulliste, former des groupes d’actions et chercher un contact avec Londres. En 1942, elle prend la direction du Réseau Overcloud sous la dénomination de Schinchilla et assure la liaison radiophonique avec Londres,.
Elle intègre le réseau de renseignements Marathon d'Yves Mindren auquel participent également Pierre Morel, Robert Tiercery et Bernard Dubois. Son appartement devient un poste avancé de la France de Londres en territoire occupé. Elle y héberge des agents du réseau et des parachutistes anglais et américains. Elle participe à de nombreuses opérations périlleuses, malgré la perte de nombreux camarades.
Le service secret britannique, Special Operations Executive (SOE) est créé en juillet 1942 pour soutenir les divers mouvements de résistance des pays d'Europe occupés par l'Allemagne et l'Italie (et plus tard de tous les pays en guerre). En juin 1943, le capitaine François Vallée, alias Oscar, est parachuté, pour le compte du SOE en Bretagne. Installé à Rennes, il prend contact avec les chefs de la résistance locale comme Maurice Guillaudot et Herminie Prod'homme et organise le réseau où il organise un réseau Oscar-Buckmaster (ou Oscar-Parson), membre du réseau Buckmaster. Herminie Prod'homme est agent P2 (résistante à plein-temps donc militaire), chargée de mission de Première classe, elle est capitaine du réseau Oscar-Buckmaster.
Le réseau organise des parachutages d'armement et de matériel, la transmission de renseignements à Londres, etc. Il recueille aussi des réfractaires au Service du Travail Obligatoire et porte assistance aux aviateurs alliés abattus au-dessus de la France, notamment lors des bombardements de Nantes en septembre 1943,.
À la suite d'une dénonciation, les arrestations se succèdent à partir du 30 octobre 1943.
Herminie Prod’homme est arrêtée en novembre 1943 (le 9 août 1943 selon Mémoire de guerre, liste de déportés d'Ille et Vilaine). Elle réussit à prévenir et permettre l’évasion de François Vallée, le chef du réseau et son secrétaire et à brûler tous les documents compromettant en sa possession pendant que les Allemands enfoncent sa porte.
Elle est d'abord détenue à Rennes, puis au fort de Romainville. Elle subit interrogatoires et tortures sans jamais trahir son camp.
Le 12 juin 1944, elle est déportée depuis Paris, Gare de l'Est par le transport I.226 au camp de transit de la Neue Bremm, puis au camp de concentration de Ravensbrück, (matricule 43157). Elle y contracte le typhus et meurt, le 24 février 1945, deux mois avant la libération du camp, le 1er avril,,.

## Hommages posthume

### Décorations
Elle reçoit à titre posthume les décorations suivantes :
- Chevalier de la Légion d'honneur (décret du 25 septembre 1946)
- Croix de guerre 1939–1945 (avec étoile d'argent, citée à l'ordre de la division)[2]
- Médaille de la Résistance française (décret du 14 juin 1946)[8]

### Reconnaissance
Le 11 janvier 1946, à Rennes, le général Allard, commandant de la XIe Région Militaire, déclare qu’un hommage lui est rendu  « pour avoir fait de son domicile le poste de commandement et pour avoir assuré de sa personne les liaisons avec l’extérieur. Lors de l’arrivée nocturne de la Gestapo, a laissé enfoncer sa porte pour avoir le temps de brûler les archives. Malgré les tortures n’a livré aucun secret. ».
Le rôle important d’Herminie Prod’homme a longtemps été largement méconnu, son nom n'était inscrit que sur une stèle à Martigné-Ferchaud (À la mémoire des agents du réseau Oscar-Buckmaster morts pour la France)et au Panthéon de Rennes. Très récemment, le 8 mai 2016, son nom est donné à une place de Servon et à Rennes, une rue et une plaine de jeux portent également le nom d'Herminie Prod'homme.
Pierre Morel, qui l'a côtoyée dans la Résistance, déclare, en 1997 : « Elle fait partie de ceux et celles qui ont écrit l’histoire de ce réseau des Forces Françaises Combattantes. Elle a été, en fait, l’un des fondateurs. »